# ワールド・ドクターズ・オーケストラ
ワールド・ドクターズ・オーケストラ (英語: World Doctors Orchestra; WDO; ドイツ語: Weltärzteorchester) は、医師のみによって構成されたオーケストラで、ベルリンにあるシャリテー大学医療センターの医師シュテファン・ヴィリッヒ教授により、音楽と世界的な医療の責任を結びつける目的で、非営利団体として2007年に創設された。最初の演奏会は2008年5月にベルリンのフィルハーモニーホールで、20ヵ国から集まった80人の医師により開催された。
世界中から集まる医師によるこのオーケストラの収益は、医療だけでなく様々なプロジェクトの支援に使われている。例えば2019年2月にイスラエルのエルサレムとテルアビブで開催されたコンサートの収益は、イスラエルの医療団体Save a Child's Heartの支援に充てられた。2022年1月カリブ海のアンギラ島でのコンサートの収益は、2017年のハリケーン・イルマの襲来で大きな被害を受けた島の音楽教育の支援に充てられた。島にオーケストラが来たのは初めてのことであった。

## 指揮者
ワールド・ドクターズ・オーケストラの創設者および指揮者は、ベルリンにあるシャリテー大学医療センターの社会医療疫学および健康経済学研究所の所長シュテファン・ヴィリッヒである。彼は2012年から2014年までハンス・アイスラー音楽大学ベルリンの学長であった。ヴィリッヒはヴァイオリンと室内楽と指揮を、シュトゥットガルトとベルリンで学んだ。医師としての専門キャリアの中で彼は、音楽と医療だけでなく、心臓血管疾患、予防医学、健康経済学、統合医療にも力を入れ、心臓専門医および研究者として高い評価を受けている。彼はボストンにあるハーバード大学医学部で数年働いた後、1995年にベルリンのシャリテー大学医療センター社会医療疫学および健康経済学研究所の教授兼所長に任命された。

## コンサート
ワールド・ドクターズ・オーケストラは五大陸で30回以上のコンサート・セッションを開催している。
- 2008年 - ベルリン
- 2009年 - クリーヴランド、ベルリン
- 2010年 - アルメニア、ベルリン、台湾
- 2011年 - ワシントン、北京/上海
- 2012年 - ケープタウン/ヨハネスブルグ、ベルリン/エッセン
- 2013年 - ウィーン、ボン/ベルリン
- 2014年 - 日本[8][9][10]、チリ
- 2015年 - ドレスデン/ベルリン、シアトル/ヴァンクーヴァ―、バルバドス
- 2016年 - タイ、ルーマニア、サンフランシスコ
- 2017年 - ミュンヘン/ザルツブルク、ルガーノ/コモ、バルセロナ/ジローナ
- 2018年 - ドバイ、ハンブルク/ベルリン、ワルシャワ/クラカウ
- 2019年 - テルアヴィヴ/エルサレム、パリ/ランス、ヒューストン、リスボン/ポルト
- 2021年 - ドルトムント/ボン、ロンドン、フランクフルト/コブレンツ
- 2022年 - アンギラ、アムステルダム/エンスヘーデ、ボストン
- 2023年 - コスタリカ、ルーマニア、デンマーク、ダラス